# Radoslav Zabavník
Radoslav Zabavník (Košice, 16 de setembro de 1980) é um futebolista eslovaco, que atua na posição de lateral-direito e na meia.
Já atuou no FC Terek Grozny, CSKA Sofia e AC Sparta Praha. Desde o início de 2010, joga pelo Mainz 05. Participou da Copa do Mundo FIFA de 2010 pela Seleção Eslovaca de Futebol.